# Richard Owen
Sir Richard Owen (Lancaster, 20 luglio 1804 – Londra, 18 dicembre 1892) è stato un biologo e paleontologo britannico.

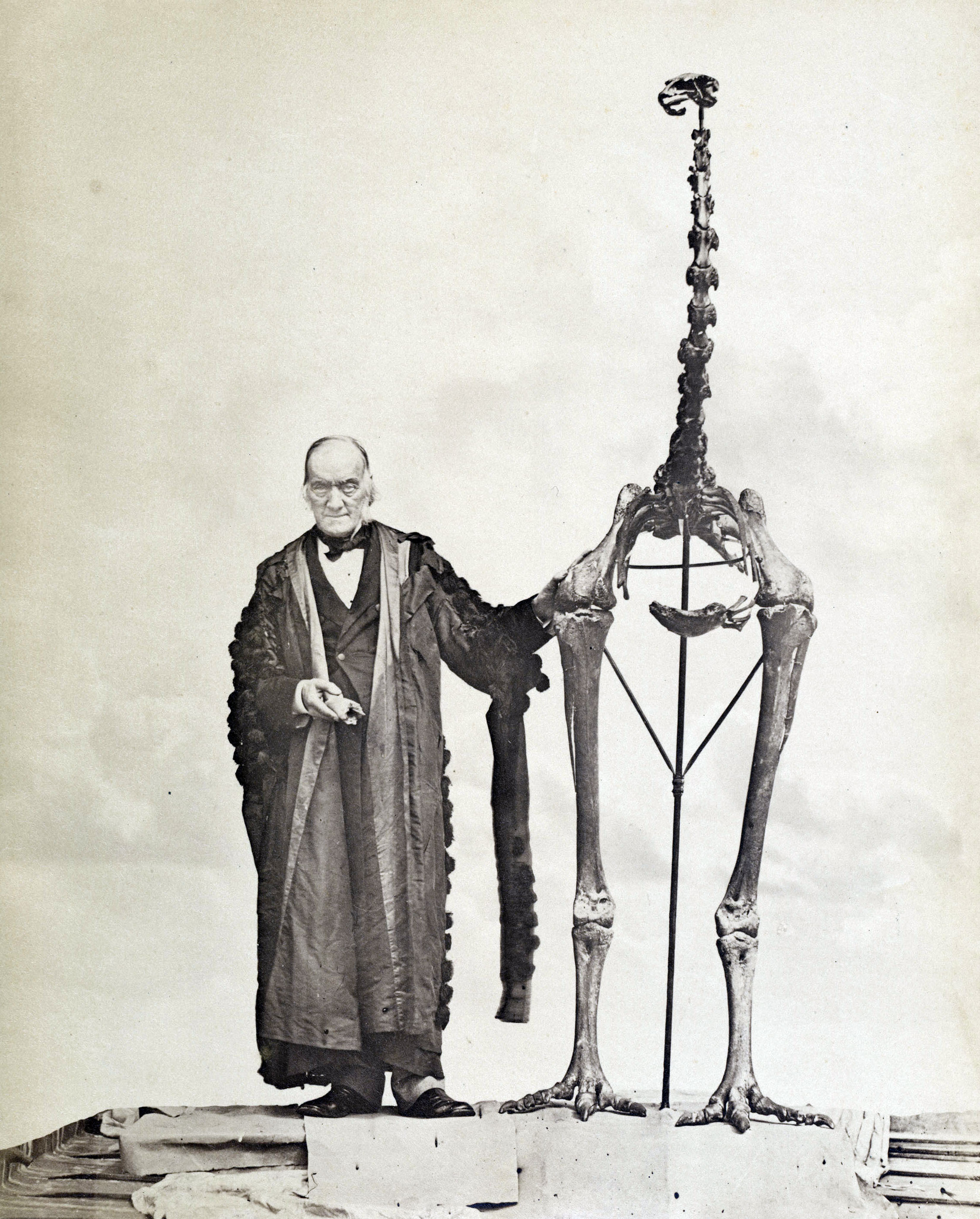
Sir Richard Owen nel 1879 accanto a uno scheletro di Moa.

Ricordato per i suoi contributi allo studio di animali fossili, in particolare i dinosauri, fu il primo a riconoscerli come diversi dai rettili odierni, classificandoli nel 1842 in un gruppo chiamato Dinosauria e coniando per loro il termine "Dinosauro" (lett. "lucertola terribile" ma da intendersi come "terribilmente grande").
Owen è anche noto per la sua forte opposizione alla teoria dell'evoluzione di Charles Darwin.

## Biografia
Frequentò il corso di anatomia alla Barclay School di Edimburgo, dove si laureò in Biologia con una tesi in Anatomia comparata, non essendo interessato alla Medicina.
Divenne in seguito assistente nel lavoro di catalogazione della Hunterian Collection, una collezione di 13.000 reperti anatomici umani ed animali, che era stata acquistata dalla casa reale inglese dopo la morte del proprietario, il famoso chirurgo John Hunter.
Partecipò ai dibattiti che seguirono alla pubblicazione del trattato sull'Origine delle specie di Darwin, entrando spesso in polemica con lo stesso Darwin, non tanto per il contenuto scientifico del trattato, ma piuttosto per motivi di rivalità personale. Il rapporto con Charles Darwin, si trasformò nel tempo da un'iniziale amicizia a un forte dissidio in materia di teorie evolutive e una personale inimicizia, che lo stesso Darwin attribuiva soprattutto a gelosia per il successo che stava ottenendo la sua principale pubblicazione (ved. Jay Gould).
Gli si attribuisce la paternità del termine dinosauro (lucertola terribile), Thomas Henry Huxley coniò il termine "ornitoscellide" per chiamare questi rettili, il nome faceva riferimento alla parentela filogenetica con gli uccelli. Owen, sostenitore del creazionismo, scartò questo termine con disprezzo.
Definì il significato moderno, in biologia, dei termini analogia e omologia, dividendo quest'ultima nei tipi "generale", "speciale" e "seriale". È considerato, in biologia, un "formalista" o "strutturalista" e riteneva che tutte le parti dello scheletro dei vertebrati derivassero da una vertebra ideale o archetipa. Nel 1856 fu nominato sovrintendente delle collezioni di storia naturale del British Museum.
Cambiò la nozione di museo, fino ad allora infatti i musei erano essenzialmente raccolte destinate esclusivamente a studiosi e ricercatori, egli introdusse la possibilità di accesso al pubblico proponendo anche l'apposizione di etichette informative su ogni reperto. Il primo museo ad adottare questo cambiamento fu il Natural History Museum di Londra.
Owen si spegne nel 1892 e viene sepolto presso il cimitero parrocchiale di Sant'Andrea, a Londra.

## Controversie
Durante la sua carriera Owen è stato spesso accusato di non riuscire a dare credito al lavoro degli altri suoi colleghi, tentando persino di appropriarsi delle loro scoperte per pubblicarle sotto suo nome. Queste controversie saranno una grossa macchia nella carriera di Owen, portandolo anche ad avere problemi con i suoi contemporanei e minando la sua credibilità.

### Avversione verso le teorie di Charles Darwin
Owen fu molto critico nei confronti de L'origine delle specie, offeso perché Darwin non aveva dato spazio alle teorie evoluzionistiche di Owen durante la stesura dell'opera, preferendo confrontarsi con la teoria non scientifica della Bibbia.
Darwin descrisse Owen come "dispettoso, estremamente maligno ed intelligente". 
Inoltre dichiarò che: 
"i londinesi dicono che è pazzo di invidia perché il mio libro è molto discusso" ed "È doloroso essere odiati con l'intensità con cui Owen mi odia".

### L'odio per Mantell
Da sempre invidioso del collega Gideon Mantell, Owen tentò di accreditare a sé stesso e Georges Cuvier la scoperta dell'Iguanodon, escludendo completamente Mantell. Questo costò molto caro ad Owen, che fu scoperto e licenziato dal Consiglio Zoologico della Royal Society per plagio. Ma ciò non fece che accrescere l'odio di Owen per il collega. 
Richard tentò in tutti i modi di ostacolare le ricerche di Mantell, non perdendo occasione per sminuirlo, e quando Gideon morì decise di acquistare la sua collezione di fossili per poi smembrarla, donando i pezzi a musei o rivendendoli.
Non ancora soddisfatto, Owen fece anche redigere il necrologio di Mantell in modo da dipingerlo come uno scienziato mediocre che non aveva conseguito alcun traguardo significativo in vita e infine, come ultima umiliazione, fece sezionare una parte della spina dorsale di Mantell, deformata da un incidente in carrozza, e la espose al Royal college of surgeons, dove rimase fino al 1969, quando venne distrutta per far spazio a nuovi reperti.

### Evoluzione umana
Owen non accettò mai che ci fosse un antenato comune fra l'uomo e gli altri primati, sostenendo il Fissismo teologico e arrivando a compiere errori madornali pur di rimanere fermo nella sua posizione. Per esempio, classificò l'Homo sapiens in una sottoclasse separata della classe Mammalia, andando contro tutti gli altri ricercatori che invece concordavano con le intuizioni di Thomas Henry Huxley, sostenitore della teoria evoluzionistica darwiniana e autore de "Il posto dell'uomo nella natura" (1863), saggio che descrive la Filogenesi umana e porta prove della relazione fra uomo e scimmia. 
Huxley infine sconfiggerà Owen nel dibattito, portando alla luce i suoi errori e screditandolo di fronte alla comunità scientifica.